# Raphaël Monso
Raphaël Monso  (né à Barcelone mort à Vence le 2 octobre 1491), est un ecclésiastique catalan qui fut évêque de Vence de 1462 à 1491.

## Biographie
Raphaël Monso est un prélat catalan religieux de l'ordre de Saint-Augustin qui devient le confesseur du roi René d'Anjou. Nommé évêque de Vence en 1462. Il est l'un des principaux bienfaiteur de ce siège épiscopal auquel il unit deux prieurés et plusieurs autres bénéfices ecclésiastiques.  En 1466 après une épidémie de peste il repeuple le village de Saint-Laurent-du-Var avec une trentaine de familles ligures. Il est également à l'origine des stalles et des orgues de la cathédrale de la Nativité-de-Marie de Vence. Il meurt le 2 octobre 1491 .